# Sant'Antonio
Sant'Antonio é uma comuna da Suíça, localizada no Cantão do Ticino, na fronteira com a Itália, com 207 habitantes, de acordo com o censo de 2010 . Estende-se por uma área de 33,58 km², de densidade populacional de 6 hab/km². Confina com as seguintes comunas: Arbedo-Castione, Bellinzona, Cadenazzo, Cavargna (IT-CO), Germasino (IT-CO), Medeglia, Pianezzo, Ponte Capriasca, Roveredo (GR) e San Nazzaro Val Cavargna (IT-CO)
A língua oficial nesta comuna é o italiano.